# الاتحاد السعودي للمنطاد
الاتحاد السعودي للمنطاد، هو الجهة الراعية لرياضة المناطيد في المملكة العربية السعودية، يرأسه عمرو المدني، وتشرف عليه اللجنة الأولمبية العربية السعودية ووزارة الرياضة، تأسس عام 2019، ومقره في محافظة العلا، أنشئ بعد نجاح مهرجان المناطيد الذي كان ضمن فعاليات موسم شتاء طنطورة.